# Nepalicrepis schereri
Nepalicrepis schereri es una especie de insecto coleóptero de la familia Chrysomelidae.
Fue descrita científicamente en 1991 por Doberl.